# Neornithischia
Neornithischia („novi ornitiskijani”) je klada dinosaurusa reda Ornithischia. To je sestrinska grupa Thyreophora unutar klade Genasauria. Klada Neornithischia je ujedinjena time što njeni pripadnici imaju deblji sloj asimetrične gleđi na unutrašnjoj strani donjih zuba. Zubi su se neravnomerno trošili sa žvakanjem i razvili su se oštri grebeni koji su omogućili novim ornitiskijanima da razbiju čvršću biljnu hranu od drugih dinosaurusa. Novi ornitiskijani obuhvataju niz bazalnih oblika istorijski poznatih kao „hipsilofodonti“, uključujući Parksosauridae; pored toga postoje izvedeni oblici svrstani u grupe Marginocephalia i Ornithopoda. Prvi uključuje klade  Pachycephalosauria i Ceratopsia, dok druga tipično uključuje Hypsilophodon i više izvedene Iguanodontia.

## Literatura
- Butler, R.J. (2005). „The 'fabrosaurid' ornithischian dinosaurs of the Upper Elliot Formation (Lower Jurassic) of South Africa and Lesotho”. Zoological Journal of the Linnean Society. 145 (2): 175-18. doi:10.1111/j.1096-3642.2005.00182.x .
- Sereno, P.C. (1986). „Phylogeny of the bird-hipped dinosaurs (order Ornithischia)”. National Geographic Research. 2 (2): 234—56.

## Spoljašnje veze
- Encyclopædia Britannica
- Palæos